# اهیرلیکویو، هایمانا
اهیرلیکویو، هایمانا (به لاتین: Ahırlıkuyu, Haymana) یک  Köy  در ترکیه است که در استان آنکارا واقع شده‌است.